# Esquí acrobàtic als Jocs Olímpics d'hivern de 2014
Als Jocs Olímpics d'Hivern de 2014, que se celebraren a la ciutat de Sotxi (Rússia), es disputaren deu proves d'esquí acrobàtic, cinc en categoria masculina i cinc més en categoria femenina. A més de les modalitats de bamps, salts acrobàtics i camp a través, ja presents en els anteriors Jocs, en aquesta edició s'incorporaren les modalitats de migtub i slopestyle.
La competició se celebrà entre els dies 6 i 21 de febrer de 2014 a les instal·lacions del Rosa Khutor Extreme Park (Kràsnaia Poliana).

## Calendari

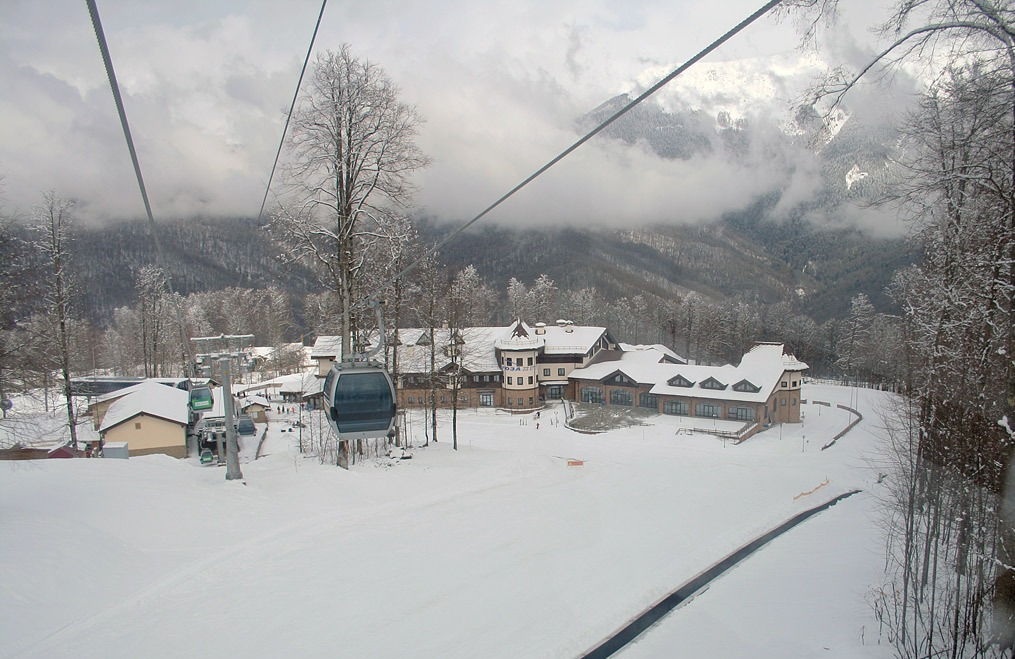
Rosa Khutor Alpine Resort, seu de les proves d'esquí acrobàtic.

Els temps són UTC+04:00.
| Data         | Hora  | Prova                                 |
| ------------ | ----- | ------------------------------------- |
| 6 de febrer  | 18:00 | Qualificació bamps (dones)            |
| 8 de febrer  | 22:00 | Final bamps (dones)                   |
| 10 de febrer | 18:00 | Qualificació bamps (homes)            |
| 10 de febrer | 22:00 | Final bamps (homes)                   |
| 11 de febrer | 10:00 | Qualificació slopestyle (dones)       |
| 11 de febrer | 13:00 | Final slopestyle (dones)              |
| 13 de febrer | 10:15 | Qualificació slopestyle (homes)       |
| 13 de febrer | 13:30 | Final slopestyle (homes)              |
| 14 de febrer | 17:45 | Qualificació salts acrobàtics (dones) |
| 14 de febrer | 21:30 | Final salts acrobàtics (dones)        |
| 17 de febrer | 17:45 | Qualificació salts acrobàtics (homes) |
| 17 de febrer | 21:30 | Final salts acrobàtics (homes)        |
| 18 de febrer | 17:45 | Qualifació migtub (homes)             |
| 18 de febrer | 21:30 | Final migtub (homes)                  |
| 20 de febrer | 11:45 | Qualificació camp a través (homes)    |
| 20 de febrer | 13:30 | Final camp a través (homes)           |
| 20 de febrer | 18:30 | Qualifació migtub (dones)             |
| 20 de febrer | 21:30 | Final migtub (dones)                  |
| 21 de febrer | 11:45 | Qualificació camp a través (dones)    |
| 21 de febrer | 13:30 | Final camp a través (dones)           |

## Participants
Hi participaren un total de 276 esquiadors de 30 Comitès Nacionals diferents:
| - Alemanya (10) - Austràlia (21) - Àustria (11) - Belarús (6) - Bèlgica (7) - Brasil (1) - Canadà (26) - Corea del Sud (5) - Eslovàquia (2) - Eslovènia (1) | - Espanya (1) - Estats Units (26) - Finlàndia (9) - França (21) - Illes Verges Britàniques (1) - Itàlia (4) - Japó (10) - Kazakhstan (8) - Nova Zelanda (8) - Noruega (11) | - Paraguai (1) - Polònia (1) - Regne Unit (6) - Txèquia (6) - Rússia (26) - Suècia (11) - Suïssa (24) - Ucraïna (7) - Xile (2) - R.P. de la Xina (9) |

## Resum de medalles

### Categoria masculina
| Prova                    | Or                    | Argent           | Bronze              |
| Bamps Detalls            | Alexandre Bilodeau    | Mikaël Kingsbury | Alexandr Smyshlyaev |
| Camp a través Detalls    | Jean-Frédéric Chapuis | Arnaud Bovolenta | Jonathan Midol      |
| Migtub Detalls           | David Wise            | Mike Riddle      | Kevin Rolland       |
| Salts acrobàtics Detalls | Anton Kushnir         | David Morris     | Jia Zongyang        |
| Slopestyle Detalls       | Joss Christensen      | Gus Kenworthy    | Nick Goepper        |

### Categoria femenina
| Prova                    | Or                      | Argent                | Bronze         |
| Bamps Detalls            | Justine Dufour-Lapointe | Chloé Dufour-Lapointe | Hannah Kearney |
| Camp a través Detalls    | Marielle Thompson       | Kelsey Serwa          | Anna Holmlund  |
| Migtub Detalls           | Maddie Bowman           | Marie Martinod        | Ayana Onozuka  |
| Salts acrobàtics Detalls | Alla Tsuper             | Xu Mengtao            | Lydia Lassila  |
| Slopestyle Detalls       | Dara Howell             | Devin Logan           | Kim Lamarre    |

## Medaller
| Pos. | País            | Or | Plata | Bronze | Total |
| 1    | Canadà          | 4  | 4     | 1      | 9     |
| 2    | Estats Units    | 3  | 2     | 2      | 7     |
| 3    | Belarús         | 2  | 0     | 0      | 2     |
| 4    | França          | 1  | 2     | 2      | 5     |
| 5    | Austràlia       | 0  | 1     | 1      | 2     |
| 5    | R.P. de la Xina | 0  | 1     | 1      | 2     |
| 7    | Japó            | 0  | 0     | 1      | 1     |
| 7    | Rússia          | 0  | 0     | 1      | 1     |
| 7    | Suècia          | 0  | 0     | 1      | 1     |
|      | Total           | 10 | 10    | 10     | 30    |